# 蒋氏马先蒿
蒋氏马先蒿（学名：Pedicularis tsiangii）为列当科马先蒿属的植物，为中国的特有植物。分布于中国大陆的贵州等地，生长于海拔466米的地区，常生于空旷小山坡上，目前尚未由人工引种栽培。